# 汝州 (北周)
汝州，中国北周时设置的州，由原北魏时南广州改置而来，治所在襄城郡，位于今河南襄城县。隋大业三年（607年）废，唐武德元年（618年）复置，贞观元年（627年）再废。。